# Aeródromo Bahía Posesión
El Aeródromo Bahía Posesión (OACI: SCBS) es un terminal aéreo ubicado junto a la Bahía Posesión, junto a la aldea de Punta Delgada en la comuna de San Gregorio, Provincia de Magallanes, Región de Magallanes y la Antártica Chilena, Chile. Es de propiedad privada.